# Marquesado de Olías
El Marquesado de Olías es un título nobiliario español, creado por el rey Felipe IV a favor de Francisco María de Orozco Ribera Pereira, II marqués de Mortara, Capitán General del Principado de Cataluña, por Real Decreto de 22 de julio de 1651.
El Real Despacho fue extendido el 8 de septiembre de 1652 a su hijo Juan Antonio de Orozco y Manrique de Lara, más tarde III marqués de Mortara.
El título fue rehabilitado en 1923 por el rey Alfonso XIII, a favor de María Teresa Losada y González de Villalaz, V marquesa de Otero, III marquesa de San Felipe el Real de Chile, VII marquesa de Zarreal, XIV condesa de Santiago de Calimaya, como VI marquesa de Olías.
Su denominación hace referencia al municipio de Olías.

## Nota
No debe confundirse con el Marqués de Olías de las Águilas, concedido en 1698 por Carlos II a favor de Bartolomé de Espejo y Cisneros, Caballero de Santiago, Corregidor de Toledo,  Intendente General de Hacienda y Guerra, Justicia y Policía.

## Marqueses de Olías
|                                 | Titular                                          | Periodo                |
| Creación por Felipe IV          | Creación por Felipe IV                           | Creación por Felipe IV |
| ------------------------------- | ------------------------------------------------ | ---------------------- |
| I                               | Francisco María de Orozco Ribera y Pereira       | 1651-                  |
| II                              | Juan Antonio de Orozco y Manrique de Lara        |                        |
| III                             | Francisco de Orozco Manrique de Lara y Zapata    |                        |
| IV                              | Ana María de Orozco Manrique de Lara y Villela   |                        |
| V                               | Joaquín Antonio Osorio y Orozco Manrique de Lara |                        |
| VI                              | Benito Osorio Orozco y Lasso de la Vega          |                        |
| Rehabilitación por Alfonso XIII |                                                  |                        |
| VII                             | María Teresa de Losada y González de Villalaz    | 1923-                  |
| VIII                            | María Luisa de Urquijo y Losada                  |                        |
| IX                              | Paul Edward Pellew y Urquijo                     | actual titular         |

## Historia de los marqueses de Olías
- Francisco María de Orozco Ribera y Pereira, I marqués de Olías, I marqués de Zarreal, II marqués de Mortara.

1. Casó el 2 de julio de 1653 en Madrid (Real Capilla) con Isabel Manrique de Lara, dama de la reina.[1] Le sucedió su hijo:

- Juan Antonio de Orozco y Manrique de Lara, II marqués de Olías, II marqués de Zarreal, III marqués de Mortara, (marqués de Sarrial y marqués de Cabra, en Portugal).

1. Casó con María Micaela Zapata y Chacón. Le sucedió su hijo:

- Francisco de Orozco Manrique de Lara y Zapata, III marqués de Olías, III marqués de Zarreal, IV marqués de Mortara, (marqués de Sarrial y marqués de Cabra, en Portugal).

1. Casó con Isabel Antonia de Villela y Vega. Le sucedió su hija:

- Ana María de Orozco Manrique de Lara y Villela, IV marquesa de Olías, IV marquesa de Zarreal, V marquesa de Mortara, VII duquesa de Ciudad Real, VI marquesa de San Damián, VII condesa de Aramayona, VI condesa de Lences, VIII condesa de Triviana, condesa de Barrica, vizcondesa de Olías, vizcondesa de Villerías, VII contessa di Biandrina.

1. Casó con Vicente Osorio Guzmán Vega y Spínola. Le sucedió su hijo:

- Joaquín Antonio Osorio y Orozco Manrique de Lara, V marqués de Olías, V marqués de Zarreal, VI marqués de Mortara, VIII duque de Ciudad Real, VII marqués de San Damián, VI marqués de Zarreal, VIII conde de Aramayona, VII conde de Lences, IX conde de Triviana.

1. Casó con Rafaela Lasso de la Vega. Le sucedió su hijo:

- Benito Osorio Orozco y Lasso de la Vega, VI marqués de Olías, VI marqués de Zarreal, VII marqués de Mortara, IX duque de Ciudad Real, IX marqués de San Damián, IX conde de Aramayona, VIII conde de Lences y IX conde de Biandrina.

1. Casó con María Paula de Mena y Benavides. Sin descendientes.
2. Casó con Josefa Dominga de Carroz Centelles Catalá de Valeriola, III duquesa de Almodóvar del Río, VII condesa de Canalejas, VIII condesa de Gestalgar.

Rehabilitación en 1923
1. María Teresa de Losada y González de Villalaz (n. en 1886), VII marquesa de Olías, VII marquesa de Zarreal, V marquesa de Otero, III marquesa de San Felipe el Real de Chile, XIV condesa de Santiago de Calimaya, hija de Ángel Pedro de Losada y Fernández de Liencres, III marqués de los Castellones.
2. Casó con Luis de Urquijo y Ussía (1887-1956), I marqués de Amurrio. Le sucedió, por cesión a su favor, su hija:

- María Luisa de Urquijo y Losada, VIII marquesa de Olías.

1. Casó con Pownoll Irving Edward Pellew, IX vizconde Exmouth (título en la nobleza británica). Le sucedió su hijo:

- Paul Edward Pellew y Urquijo (n. en 1940), IX marqués de Olías, X vizconde Exmouth.

1. Casó con María Cristina de Garay.
2. Casó con Rosemary Frances-Scoones.
3. Casó con Sarah Goallen.

## Nota
María Teresa de Losada y González de Villalaz y Luis de Urquijo y Ussía, distribuyeron sus títulos entre sus hijos, de tal forma que:
1. Ángel de Urquijo y Losada, fue II marqués de Amurrio.
2. Javier de Urquijo y Losada, fue XV conde de Santiago de Calimaya.
3. Ignacio de Urquijo y Losada, fue VI marqués de Otero.
4. Luis de Urquijo y Losada fue IV marqués de San Felipe el Real de Chile.
5. María Luisa de Urqquqijo y Losada, fue VIII marquesa de Olías.

Sucesión en el  Marquesado de Zarreal:
El Marquesado de Zarreal, pasó de María Teresa de Losada y González de Villalaz, a través de su hermano:
Eduardo Pedro de Losada y González de Vilalaz, casado con Virginia Drake y Fernández Durán a su hijo:
Emilio de Losada y Drake, III marqués de los Castellones, que casó con Carmen Penalva y Baillo, y de éste a su hija:
María del Carmen de Losada y Penalva, actual marquesa de Zarreal, casada con Amil Rose Tate.